# برونو دي باروس
برونو دي باروس (بالبرتغالية: Bruno Lins‏) هو منافس ألعاب قوى برازيلي، ولد في 7 يناير 1987 في ماسايو في البرازيل.

## وصلات خارجية
- برونو دي باروس على موقع الاتحاد الدولي لألعاب القوى (الإنجليزية)
- برونو دي باروس على موقع اللجنة الأولمبية الدولية (الإنجليزية)
- برونو دي باروس على موقع أوليمبيديا (الإنجليزية)
- برونو دي باروس على موقع اللجنة الأولمبية البرازيلية (البرتغالية)